# Jacob Maschius

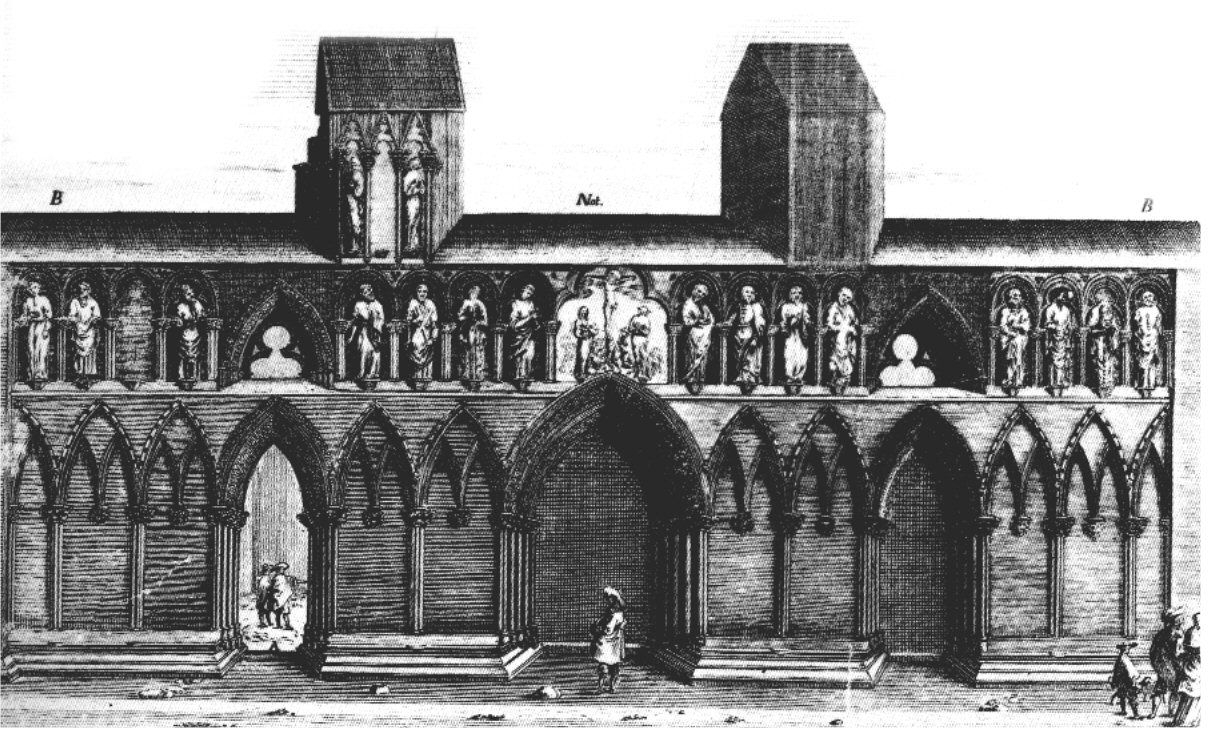
Grabado en cobre de la fachada occidental de la catedral de Nidaros (1661).

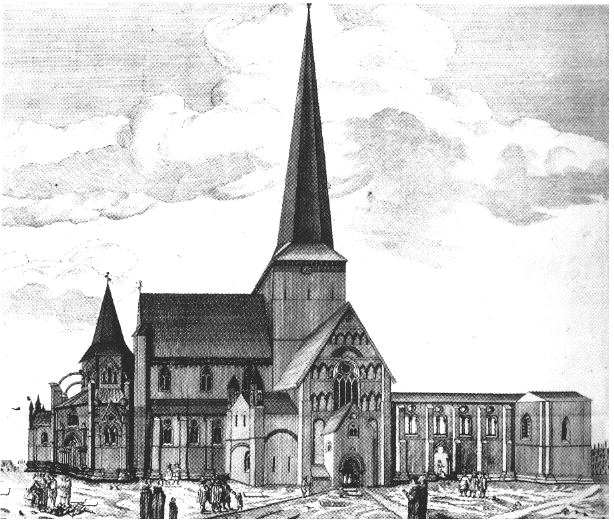
Grabado de la catedral de Nidaros desde el norte (1661).

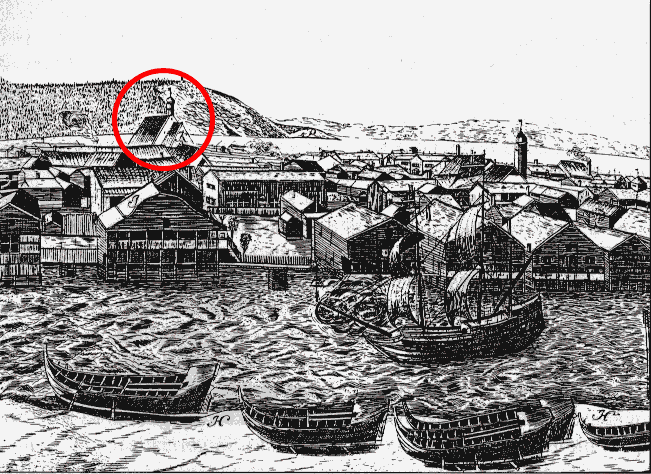
Grabado de la ciudad de Trondheim desde Bakklandet, ca. 1670. En círculo rojo, la iglesia de Nuestra Señora.

Jacob Mortenssøn Maschius (Trondheim ? ca. 1630 - Jølster, 12 de agosto de 1678). Fue un artista gráfico, poeta y pastor luterano noruego. Es conocido en su país sobre todo por sus grabados de la ciudad de Trondheim de 1674 y de la catedral de Nidaros de 1661.
Maschius nació probablemente en Trondheim, aunque algunas fuentes señalan que fue en Bergen. Estudió en la Escuela Catedralicia de Bergen en 1651, viajó a Copenhague, donde estudiaría por algunos años, y regresó a Noruega en 1659. Empezó a trabajar en Kongsberg como profesor, dibujante y pintor.
Durante una visita a Trondheim en 1661 realizó dos grabados en cobre de la catedral de Nidaros. Uno de ellos muestra el aspecto ruinoso de la fachada occidental, con una hilera escultórica inferior y restos de una hilera superior. Este grabado fue una de las fuentes históricas más importantes cuando la fachada occidental comenzó a ser reconstruida 200 años después.
Otro grabado de gran valor histórico fue un grabado bastante detallado de Trondheim, vista desde el barrio de Bakklandet, junto al río Nidelva. Esta es la representación más antigua de la ciudad de la que se tiene noticia. No se sabe si el grabado es una obra propia de Maschius o si se basó en obras más antiguas; en todo caso, su valor histórico fue relevante tras el incendio de la ciudad en 1681, cuando desapareció la mayor parte de los edificios representados.
Maschius también legó algunos grabados de Bergen, ciudad donde vivió por algunos años. Entre otros, el retrato del alcalde de la ciudad y una representación fantasiosa del combate entre dos barcos de Bergen contra piratas argelinos. Alrededor de 1676 comenzó a trabajar como sacerdote en Jølster. Ahí se casó en 1678 y ese mismo año falleció.
Maschius también mostró inclinaciones por la poesía, arte donde cultivaría la tradición barroca noruega a la que pertenecía Petter Dass y otros poetas de la época. Su poema Norwegia religiosa es una elegía de las ruinas de la catedral de Nidaros, y fue compuesto tras su visita a Trondheim en 1661.